# Blangtemung
Blangtemung is een bestuurslaag in het regentschap Gayo Lues van de provincie Atjeh, Indonesië. Blangtemung telt 540 inwoners (volkstelling 2010).